# Фармонова, Ситора
Ситора Фармонова (узб. Sitora Farmonova; род. 20 августа 1984, Бухара) — узбекская киноактриса, певица, комик, участница телевизионного юмористического шоу Азия Микс и Дизайн Шоу.

## Биография
Ситора родилась 20 августа 1984 года в Бухаре, Узбекистан. Она была первенцем в семье Фармоновых, у неё есть младшие сестра и брат.

## Карьера
Выпускница Узбекского государственного института искусств и культуры, Ситора Фармонова снялась в нескольких фильмах узбекских, казахских и кыргызских режиссёров. Она получила известность в узбекской киноиндустрии, сыграв в нескольких популярных узбекских комедийных фильмах, таких как «Ҳавфли бурилиш» («Опасный поворот») (2004), «Менинг акам бўйдоқ!». («Мой брат — холостяк!») (2011) и «Энди дадам бўйдоқ?» («Теперь мой отец — холостяк?») (2013).
Фармонова добилась международного признания после роли в фильме «Байконур» 2011 года режиссёра Вейта Хельмера. Она — первая узбекская актриса, сыгравшая главную роль в фильме немецкого режиссёра. В «Байконуре» Фармонова изображает Назиру, жительницу небольшой деревни недалеко от космической станции Байконур в Казахстане, которая влюбляется в главного героя Искандара, молодого казахского радиолюбителя и фанатика космоса, называющего себя Гагариным в честь советского космонавта.
Фармонова также появилась в сериале «Общага» 2013 года, снятом в Кыргызстане. Сериал получил положительные отзывы, а Фармонова получила известность в Кыргызстане.
Фармонова также начала успешную певческую карьеру. Она добилась известности в Узбекистане своим дебютным синглом «Баҳор-куз» («Весна-осень») в дуэте с певцом Мирджамолом. Песня получила положительные отзывы как фанатов, так и критиков. Её дуэтная песня с кыргызским певцом Мирбеком Атабековым «Эки журок/Икки юрак» («Два сердца») вошла в саундтрек к сериалу «Общага».

## КВН
В 2012 году была приглашена в шоу команды Дизайн Шоу.
С 2015 года Фармонова участвует в российском юмористическом телешоу и конкурсе КВН в составе бишкекской команды «Азия MIX» (Asia MIX). Азия MIX — международная команда, в состав которой входят участники из Казахстана, Кыргызстана, Таджикистана и Узбекистана.

## Фильмография
Ниже приведён список фильмов, в которых снималась Ситора Фармонова.
| Год  | Film                      | Рол     | Notes |
| ---- | ------------------------- | ------- | ----- |
| 2003 | Дон Жуан                  |         |       |
| 2004 | Маржона                   | Наргиза |       |
| 2004 | Сарвиноз                  | Наргиза |       |
| 2004 | Опасный поворот           | Дилором |       |
| 2006 | Третье желание            | Шахноз  |       |
| 2009 | Коварный мир              | Дилобар |       |
| 2009 | Месть                     |         |       |
| 2009 | Цунами                    |         |       |
| 2010 | След динозавра            | Мохира  |       |
| 2010 | Друзя                     |         |       |
| 2010 | Надежда                   | Малика  |       |
| 2011 | Мой брат холостяк         | Рано    |       |
| 2011 | Байконур                  | Назира  |       |
| 2012 | Теперь мой папа холостяк? | Рано    |       |
| 2013 | Простая девушка           |         |       |
| 2014 | Вслед за счастьем         | Лола    |       |
| 2017 | Женщина мечты             |         |       |